# Johann Wilhelm Hauswaldt
Johann Wilhelm Hauswaldt (* 28. August 1846 in Magdeburg; † 14. November 1900 in Magdeburg) war Kaufmann und Königlich Preußischer Kommerzienrat.

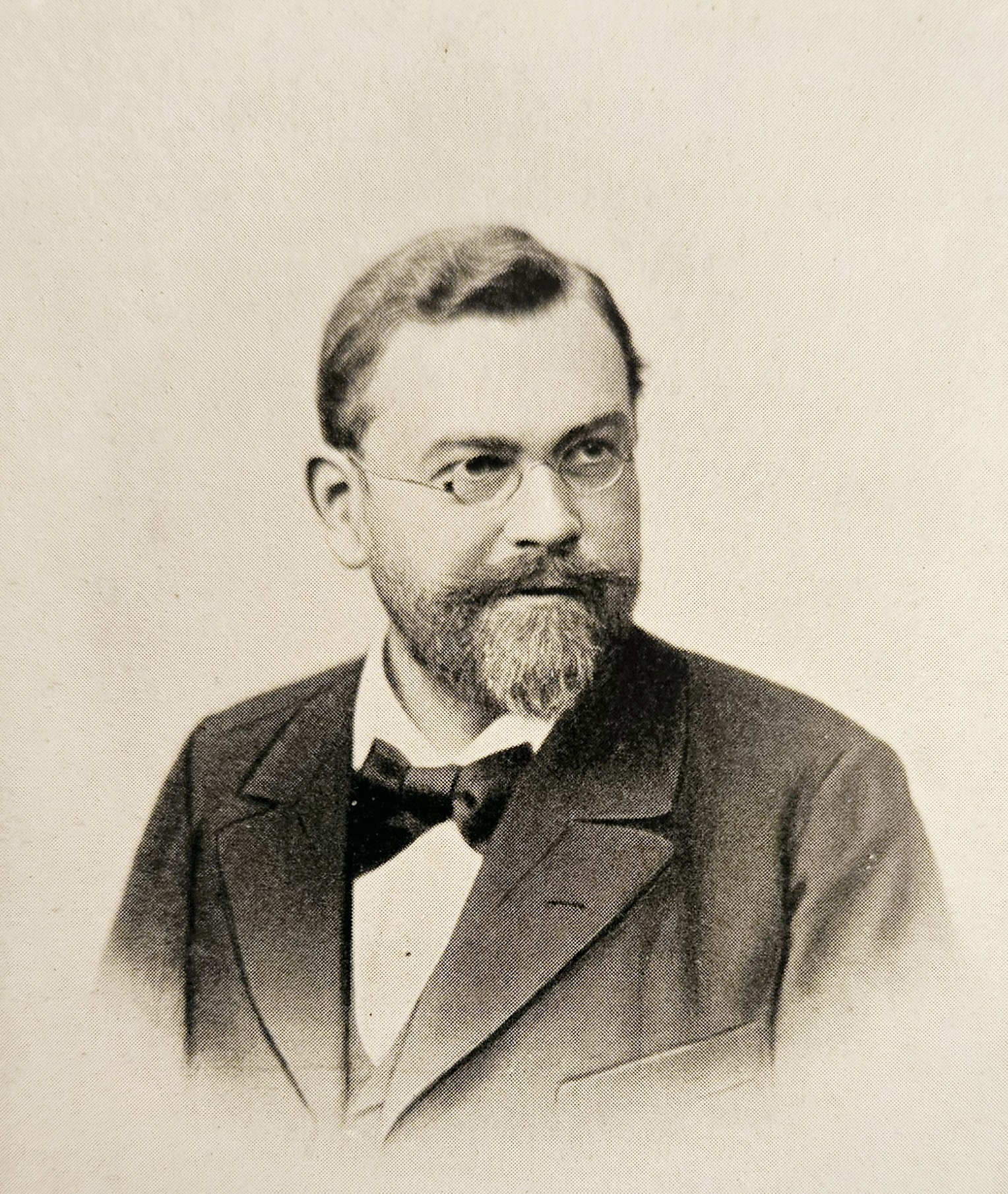
Johann Wilhelm Hauswaldt

## Leben
Hauswaldt war Sohn des Kaufmanns Johann Georg Hauswaldt (* 17. Mai 1813; † 18. Dezember 1872).

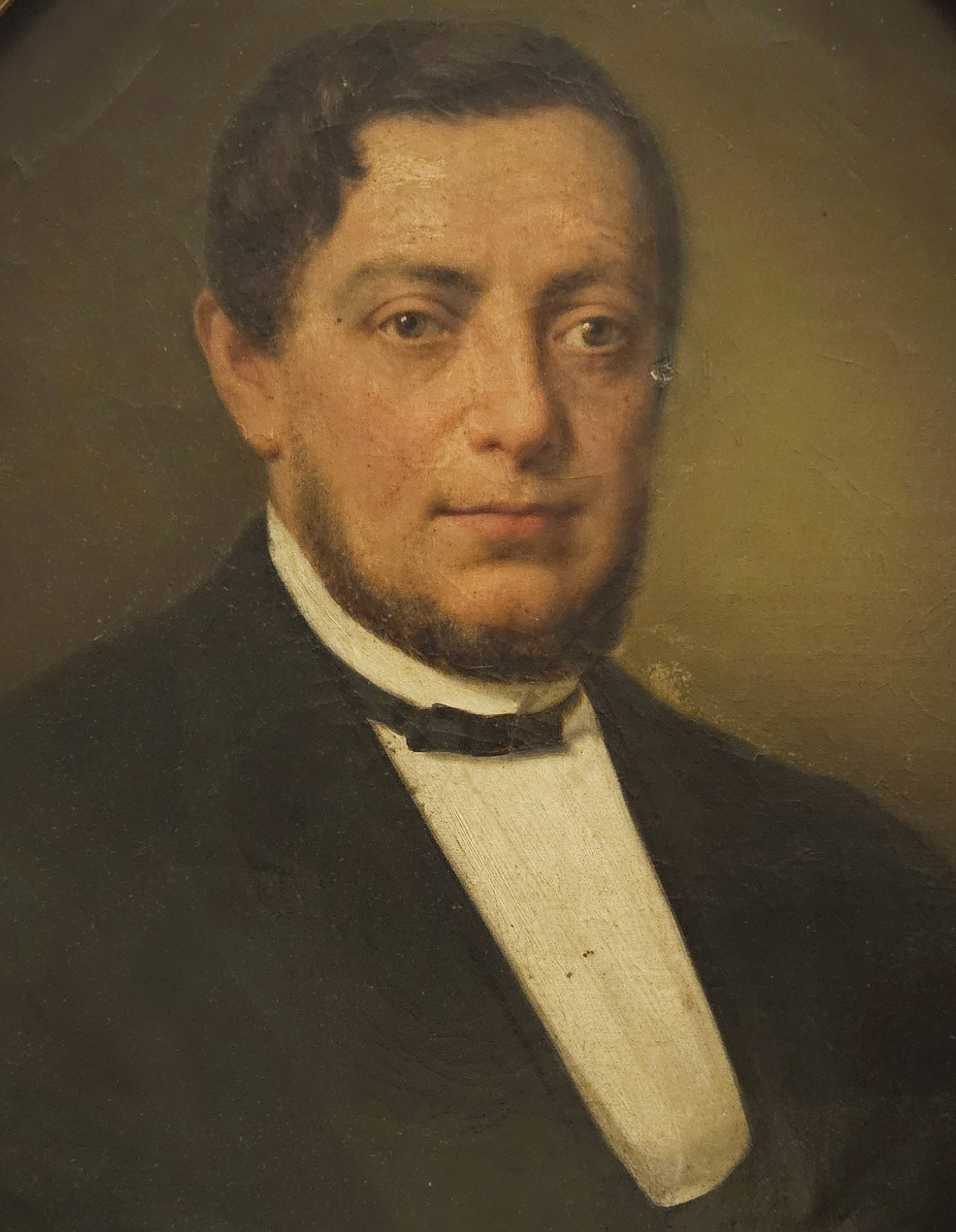
Sein Vater, Johann Georg Hauswaldt

Nach einer kaufmännischen Ausbildung im Unternehmen Schoch & Sohn begann er seine Tätigkeit beim 1781 gegründeten, in Neustadt bei Magdeburg ansässigen Familienunternehmen Zichorien- und Schokoladenfabrik Johann Gottlieb Hauswaldt. In den Jahren 1866 und 1867 setzte Hauswaldt seine Ausbildung in Hamburg und England fort.
1869 wurde Hauswaldt Prokurist des Familienunternehmens, das sich mit der Herstellung von Schokolade befasste. Nach dem Tod seines Vaters wurde der 26-jährige Hauswaldt Mitinhaber der Firma. Ab 1887 führte er das Unternehmen gemeinsam mit Hans Hauswaldt.
Seit 1873 gehörte Hauswaldt der Magdeburger Korporation der Kaufmannschaft an. Ende 1879 wurde er in das Kollegium der Ältesten der Korporation berufen. 1889 wurde Hauswaldt, als Nachfolger von Otto Hubbe, zum zweiten Vorsteher gewählt. Dieses Amt hatte Hauswaldt bis 1898 inne. Er engagierte sich in diesem Amt für eine Umwandlung der Korporation in eine Handelskammer. Zwischen 1879 und 1885 war Hauswaldt auch als Handelsrichter tätig.
Im Jahr 1873 wurde Hauswaldt Stadtverordneter der Neustadt, ab 1878 Stadtverordnetenvorsteher. Hier setzte er sich für die Eingemeindung Neustadts nach Magdeburg ein. Nachdem diese Eingemeindung 1886 tatsächlich erfolgt war, war Hauswaldt dann Stadtrat in Magdeburg. Hauswaldt war auch im Landtag der preußischen Provinz Sachsen aktiv.
Gesellschaftlich engagierte sich Hauswaldt im Neustädter Verein für Armen- und Krankenpflege. Er schuf die „Wilhelm-Hauswaldt-Stiftung“, die sich für die Kunst engagierte und nach seinem Ableben von der Handelskammer verwaltet wurde. Hauswaldt war auch ein Sammler von Münzen, Medaillen und Mineralien. Seine Mineraliensammlung befindet sich heute im Besitz des Magdeburger Museum für Natur und Heimatkunde. Er war Mitglied der Magdeburger Freimaurerloge Ferdinand zur Glückseligkeit.

## Ehrungen
1890 wurde Hauswaldt der Titel eines Königlich Preußischen Kommerzienrates verliehen. Die Stadt Magdeburg benannte zeitweise zu seinen Ehren eine Straße als Hauswaldtstraße.